# Пресиян (село)
Вижте пояснителната страница за други значения на Пресиян.
Пресиян е село в Североизточна България. То се намира в община Търговище, област Търговище.

## История
Историята на селото от най-древни времена е забулена до голяма степен в неизвестност. Едно старо предание говори, че селото е заселено на сегашното си място, за да се избяга от чумата, която тогава върлувала наоколо. Преди това то се е намирало (местило) на още три места – в местностите Горен Юртлук, Долен Юртлук и Ортакьой (средно село). Тогава мястото на днешното село Пресиян е било обрасло с буйни дъбови гори. За строежа на къщите на жителите са били използвани дърветата от горите наоколо и те постепенно са отстъпили място на заселниците. Последното вековно дъбово дърво от 15-ината останали от тези гори оцеляло на площада на селото до 1948 г.
До Освобождението на България селото е било почти изцяло турско. Наричало се е Салтъклар, име което носи до 7 декември 1934 г. Около 1883 г. в него е имало около 100 турски къщи. Стари предания говорят, че една част от най-ранните турските заселници дошли в селото от района на град Мека. Преди заселването на турците селото е било българско, но част от населението е било избито, а останалото постепенно се претопило. Единствен спомен от старите български жители са заварените от турците старинни имена на някои местности около селото – Марабунар, Гяурчаарсъ, Домусдиамент.
Първата по-голяма вълна от нови заселници в селото идва след Илинденско-Пребраженското въстание, основно от село Марулево, Горноджумайско през 1903 г. Повече български заселници в Пресиян идват 5 години след Освобождението – около 1883 г. Най-ранните преселници-българи остават там само няколко години и отново се изселват, защото мястото не им харесало. Един от най-първите заселници е Стоилко Димитров Петков, родом от село Хърсово, Благоевградско. Когато се изселва от родното си село е бил вече младеж на около 17 години. Неговите съселяни в движението си към свободна България първоначално са усядали в села на Плевенско, Ловчанско, Османпазарско, като са търсели освободени от черкезите земи, за да развият своя поминък и удобни места за заселване. Преди идването им в селото част от тях са престояли известно време в село Дербент (дн. Пролаз), Търговищко, но понеже това село било на главен път и е имало голямо движение и върлуващи разбойници, напускат селото и идват в Салтъклар (Пресиян). Един от тези заселници е бил Димитър Русев Тънгаров. От първите заселници е бил и Стойно Георгиев Стойнов от Марулево.
Около 1905 г. идва нова вълна заселници от Старозагорско. През 1929 г. идват заселници-българи и от Беломорието – от селата Малък Дервент и Голям Дервент.
Изселването на турците от селото започва още след Освобождението, но по масов характер придобива в изселническите вълни от 1929 г., 1935 г. и 1961 г.
Първото съвременно училище в селото е открито през 1892 г., а пръв учител е бил Цвятко Стойнов Парашканов от същото село.

## Население
Численост на населението според преброяванията през годините:
| \| Година на преброяване \| Численост \| \| --------------------- \| --------- \| \| 1934 \| 1090 \| \| 1946 \| 807 \| \| 1956 \| 712 \| \| 1965 \| 571 \| \| 1975 \| 436 \| \| 1985 \| 363 \| \| 1992 \| 308 \| \| 2001 \| 258 \| \| 2011 \| 200 \| \| 2021 \| 129 \| |           |
| Година на преброяване | Численост |
| 1934 | 1090      |
| 1946 | 807       |
| 1956 | 712       |
| 1965 | 571       |
| 1975 | 436       |
| 1985 | 363       |
| 1992 | 308       |
| 2001 | 258       |
| 2011 | 200       |
| 2021 | 129       |

### Етнически състав
Преброяване на населението през 2011 г.
Численост и дял на етническите групи според преброяването на населението през 2011 г.:
|                     | Численост | Дял (в %) |
| Общо                | 200       | 100.00    |
| Българи             | 42        | 21.00     |
| Турци               | 123       | 61.50     |
| Цигани              | 35        | 17.50     |
| Други               | 0         | 0.00      |
| Не се самоопределят | 0         | 0.00      |
| Неотговорили        | 0         | 0.00      |

## Религии
- Мюсюлманска;
- Християнска (източноправославна);

## Обществени институции
- Кметство;
- Народно читалище „Светлина-1929“;

## Редовни събития
- 2 август – Илинден – празник на селото, свързан с Илинденско-Преображенското въстание и преселниците-бежаници в селото дошли от района на въстанието след неговия погром.

## Известни личности
Родени в Пресиян
- Стоян Братоев (р. 1954), инженер,изпълнителен директор на Метрополитен ЕАД

Загинали в Балканските войни (1912-1913)
- р-к Ангел Славов Димитров – при Караагач (Източна Тракия);
- р-к Георги Ангелов Христов – при Чаталджа;
- р-к Геню Славов Димов – при Петра (Източна Тракия);
- р-к Троян Георгиев Милушев – при Синеклий;
- р-к Колю Петров Атанасов – при Чаталжда;
- р-к Слави Георгиев Димов – при Петра;
- р-к Милко Николов Стойчев – при Караагач;
- р-к Иван Славов Димов – при Китка;

Загинали в Първат световна война (1915-1918)
- мл. подоф. Кръстю Стойков Димитров (Чаушев) – при Кокарджа (Северна Добруджа);
- ефр. Желю Георгиев Димов – при Азаплар (Северна Добруджа);
- р-к Лечо Жеков Димов – София;
- р-к Жеко Желев Бакърджиев – при Кокарджа;
- р-к Петко Георгиев Милушев – при Жижила (Северна Добруджа);